# Vetranio
Vetranio (? – 356), (đôi lúc bị phát âm thành Vetriano) là Hoàng đế La Mã trị vì từ ngày 1 tháng 3 đến ngày 25 tháng 12 năm 350, không rõ năm sinh của Vetranio mà chỉ biết ông sinh trưởng tại tỉnh Moesia nằm ở khu vực thuộc Serbia ngày nay. Xuất thân từ một chiến binh dạn dày kinh nghiệm trong quân đội của Đế quốc La Mã về sau do lập được nhiều chiến công được thăng lên bậc sĩ quan. Vào lúc này, viên tướng Magnentius thừa cơ nổi dậy xưng đế, lại còn sai người sát hại Constans I, anh trai của Constantina, chị của Hoàng đế La Mã Constantius II, để bảo vệ gia đình mình và lợi dụng uy tín của Vetranio trong quân đội để chống lại kẻ tiếm quyền, Constantina thỏa thuận với Vetranio là sẽ đưa ông lên ngôi hoàng đế với điều kiện ông phải hưng binh thảo phạt Magnentius, Vetranio đồng ý.
Vào ngày 1 tháng 3 năm 350, Vetranio tuyên bố đăng quang làm Caesar, tuy nhiên do lúc này Hoàng đế đương nhiệm là Constantius II đang bận chinh chiến với người Ba Tư nên không kịp trở về hậu phương giải quyết khoảng trống quyền lực, mọi quyền hành ở phương Tây đều nằm cả trong tay Vetranio, thậm chí ông còn cho đúc tiền mang tên ông với danh hiệu Augustus. Nhằm lung lạc đối phương, ban đầu Constantius tỏ vẻ chấp nhận vị hoàng đế mới này và còn gửi thêm tiền bạc cùng biểu chương, y phục hoàng đế cho bản thân ông và quân đội của ông chi dùng.
Sau khi tạm hòa hoãn với Ba Tư, Constantius rút quân trở về phương Tây, dùng sức ép lôi kéo các quan chức cùng tướng lĩnh trong triều buộc Vetranio phải tuyên bố thoái vị vào ngày 25 tháng 12 năm 350. Ông được Constantius cho phép sống phần đời còn lại ở Prusa ad Olympium, Bithynia với phần tiền trợ cấp hằng năm kèm theo. Ít lâu sau, Vetranio ngã bệnh mất vào năm 356.    